# Adelina Paschalis-Souvestre
Adelina Paschalis-Souvestre (wł. Adelina Jakubowicz) (ur. 1847 w Warszawie, zm. 23 marca 1925 w Dreźnie) – polska śpiewaczka operowa sopran i nauczycielka śpiewu.

## Życiorys
Urodziła się jako Adelina Jakubowicz w Warszawie. Była żoną śpiewaka operowego i nauczyciela Augusta Souvestre'a.
Ukończyła Warszawski Instytut Muzyczny, gdzie była uczennicą Juliana Dobrskiego. Zadebiutowała w popisie uczniów w 1864. Następnie studiowała w Mediolanie u Francesco Lampertiego. 15 stycznia 1869 debiutowała w Cuneo w Normie, śpiewając partię tytułową. W tym samym roku wystąpiła w tej samej roli w Odessie, gdzie zaangażowaną ją do zespołu opery włoskiej. Następnie występowała w Rzymie, Palermo (1870), Turynie, Genui, Wenecji (do 1873), Trieście, Nicei (1874/75) i Barcelonie (1875). W 1875 przyjechała z zespołem do Warszawy, gdzie 28 grudnia 1875 wystąpiła w Teatrze Wielkim w partii Amneris w Aidzie. Tutaj poznała przyszłego męża, barytona Augusta Souvestre'a. Śpiewała tu do końca sezonu 1875/76. Następnie występowała w wielu teatrach na świecie w tym w latach 1882/83 w Teatro alla Scala w Mediolanie. W sezonie 1885/1886 śpiewała w Teatr Skarbkowskim we Lwowie.
W 1885 rozpoczęła działalność pedagogiczną, zakładając wraz z mężem szkołę śpiewu we Lwowie, którą prowadzili do 1893, by następnie przenieść ją do Drezna. Przez pewien okres szkoła działała też w Lugano. Wśród jej uczniów było wielu śpiewaków polskich m.in. Jadwiga Camillow, Mira Heller, Maria Pawlików, Michalina Frenkiel, Władysław Floriański, Adam Okoński, i zagranicznych jak: Matja von Niessen-Stone, Irene von Chavanne czy Liesel Schuch-Ganzel.
Zmarła w Dreźnie.